# 1489
| [ Edytuj tabelę ]                          | |
| Król Polski                                | - 1447 Kazimierz IV Jagiellończyk 1492 |
| Współksiążęta Andory                       | - 1472 Pere de Cardona 1512 - 1483 Katarzyna z Nawarry 1512 - 1484 Jan III 1516 |
| Król Anglii                                | - 1485 Henryk VII 1509 |
| Król Aragonii i Walencji, hrabia Barcelony | - 1479 Ferdynand Aragoński 1516 |
| Władca Azteków                             | - 1486 Ahuitzotl 1502 |
| Elektor Brandenburgii                      | - 1486 Jan Cicero 1499 |
| Książę Bawarii-Landshut                    | - 1479 Jerzy Bogaty 1503 |
| Książę Bawarii-Monachium                   | - 1460 Zygmunt 1501 - 1465 Albert IV Mądry 1503 |
| Sułtan Brunei                              | - 1473 Bolkiah 1521 |
| Cesarz Chin                                | - 1487 Hongzhi 1505 |
| Król Cypru                                 | - 1474 Katarzyna Cornaro 1489 |
| Król Czech                                 | - 1469 Maciej Korwin 1490 |
| Król Danii                                 | - 1481 Jan Oldenburg 1513 |
| Dalajlama                                  | - 1475 Gendun Gjaco 1541 |
| Władca Egiptu                              | - 1468 Ka'itbaj 1496 |
| Cesarz Etiopii                             | - 1478 Yskyndyr 1494 |
| Król Francji                               | - 1483 Karol VIII 1498 |
| Hrabia Holandii                            | - 1482 Maksymilian I Habsburg 1494 |
| Władca Inków                               | - 1471 Tupac Yupanqui 1493 |
| Lord Irlandii                              | - 1485 Henryk VII Tudor 1509 |
| Cesarz Japonii                             | - 1464 Go-Tsuchimikado 1500 |
| Kalif                                      | - 1479 Al-Mutawakkil II 1497 |
| Król Kastylii i Leónu                      | - 1474 Izabela I Katolicka 1504 |
| Patriarcha Konstantynopola                 | - 1489 Dionizy I 1491 |
| Władca Korei                               | - 1469 Sŏngjong 1494 |
| Wielki książę litewski                     | - 1440 Kazimierz IV Jagiellończyk 1492 |
| Cesarz Majapahitu                          | - 1474 Girindrawardhana 1498 |
| Sułtan Maroka                              | - 1472 Muhammad asz-Szajch al-Mahdi 1505 |
| Książę Mediolanu                           | - 1476 Gian Galeazzo 1494 |
| Senior Monako                              | - 1458 Lambert Grimaldi 1494 |
| Wielki książę moskiewski                   | - 1462 Iwan III Srogi 1505 |
| Król Nawarry                               | - 1484 Katarzyna z Nawarry i Jan d’Albret 1516 |
| Król Norwegii                              | - 1483 Jan Oldenburg 1513 |
| Sułtan Omanu                               | - 1451 Umar ibn al-Chattab 1490 |
| Elektor Palatynatu                         | - 1476 Filip Wittelsbach 1508 |
| Papież                                     | - 1484 Innocenty VIII 1492 |
| Król Portugalii                            | - 1481 Jan II 1495 |
| Cesarz Rzymski (niemiecki)                 | - 1440 Fryderyk III Habsburg 1493 |
| Kapitanowie Regenci San Marino             | - 1488 Simone di Antonio Belluzzi Francesco di Antonio di Anastasio 1489 - 1489 Giacomo di Marino Antonio di Girolamo 1489 - 1489 Marino di Antonio Giannini Gabriele di Bartolo 1490 |
| Elektor Saksonii                           | - 1486 Fryderyk I Mądry 1525 |
| Król Szkocji                               | - 1488 Jakub IV 1513 |
| Król Szwecji                               | - 1471 Sten Sture Starszy 1497 |
| Król Tajlandii                             | - 1488 Borommaracha Thirat III 1491 |
| Sułtan Turków                              | - 1481 Bajazyd II 1512 |
| Doża Wenecji                               | - 1486 Agostin Barbarigo 1501 |
| Król Węgier                                | - 1458 Maciej Korwin 1490 |
| Cesarz Wietnamu                            | - 1460 Lê Thánh Tông 1497 |
| Wielki mistrz zakonu krzyżackiego          | - 1477 Martin Truchsess von Wetzhausen 1489 - 1489 Jan von Tieffen 1497 |

Rok 1489 / MCDLXXXIX
stulecia: XIV wiek ~
XV wiek ~
XVI wiek

lata: 1479 «
1484 «
1485 «
1486 «
1487 «
1488 «
1489
» 1490
» 1491
» 1492
» 1493
» 1494
» 1499

## Wydarzenia w Polsce
- 10 sierpnia-11 sierpnia – w Piotrkowie obradował sejm walny[1].
- 18 listopada – na zamku w Radomiu wielki mistrz krzyżacki Johann von Tieffen złożył hołd lenny Kazimierzowi IV Jagiellończykowi.

- Łukasz Watzenrode, został obrany biskupem warmińskim. Jego podopiecznym i siostrzeńcem był Mikołaj Kopernik.
- Wit Stwosz ukończył prace nad ołtarzem w kościele mariackim w Krakowie.

## Wydarzenia na świecie
- 25 lutego – król Francji Karol VIII uznał niepodległość Monako.
- 14 marca – królowa Cypru Katarzyna Cornaro sprzedała wyspę Republice Weneckiej.
- 29 grudnia – rekonkwista: Almería została wyzwolona przez wojska katolickie spod panowania Emiratu Grenady.

- Bitwa morska pod Dunbar (2 okręty szkockie pokonały 5 okrętów angielskich).

## Urodzili się
- 10 grudnia – Gaston de Foix, książę de Nemours, francuski dowódca wojskowy z okresu wojen włoskich (zm. 1512)
- Mikołaj z Szadka, polski naukowiec (zm. 1564)

## Zmarli
- 3 maja – św. Stanisław, zwany Kazimierczykiem, kapłan i kaznodzieja (ur. 1433)